# Наканэ, Тиэ
Тиэ Наканэ (яп. 中根 千枝, 30 ноября 1926, Токио — 12 октября 2021) — японский учёный, эмерит-профессор социальной антропологии Токийского университета; первая женщина — действительный член Японской академии наук.

## Биография
Родилась 30 ноября 1926 года в Токио.
В 1947 году окончила Университет Цуда. До 1952 года работала в Токийском университете, специализировалась на Китае и Тибете. В 1953—1957 годах проводила полевые исследования в индийском штате Ассам и училась в школе экономики Лондонского университета. В 1959—1960 годах была приглашенным профессором в Чикагском университете. В 1960—1961 годах работала преподавателем в Лондонском университете.
В 1970 году Тиэ Наканэ стала первой женщиной-профессором в Токийском университете, где занимала в 1980—1982 годах должность директора Института Восточной культуры. В 1975—1980 годах была профессором Осакского университета и Национального музея этнологии (англ. National Museum of Ethnology), а также приглашенным профессором в Корнеллском университете. В 1995 году стала первой женщиной-членом Японской академии наук.
Общая тематика работы Наканэ — сравнительное изучение социальных структур разных народов и культур, в первую очередь, азиатских. Международной известностью (включая СССР и нынешнюю Россию) пользуется её монография «Японское общество», впервые вышедшая в 1970 году на английском, а впоследствии переведённая ещё на 13 языков. В этой книге Наканэ впервые охарактеризовала японское общество «вертикальной структурой», где человеческие взаимоотношения строятся более по признаку «места» (жизни или работы), чем «качества» людей (их академической или профессиональной квалификации). Книга получила большую популярность на Западе, хотя в СССР её критиковали за недостаточное внимание к влиянию классовых отношений.
Скончалась 12 октября 2021 года.

## Почётные звания и награды
- Является почётным членом Королевского антропологического Института Великобритании и Ирландии (англ. Royal Anthropological Institute of Great Britain and Ireland)[10].
- Награждена медалью Почёта с пурпурной лентой (1990) и орденом Культуры (2001)[11].
- Азиатская премия культуры Фукуока (1991)

## Избранные труды
Книги
- Nakane, C. (1967). Kinship and economic organization in rural Japan. London: Athlone Press.
- Nakane, C. (1970). Japanese society. Berkeley, CA: University of California Press.
- Nakane, C. (1972). Human relations in Japan: Summary translation of «Tateshakai no Ningen Kankei.» Tokyo: Ministry of Foreign Affairs, Japan.
- Nakane, C., & Chiao, C. (Eds.). (1992). Home bound: Studies in East Asian society—Papers presented at the symposium in honor of the 80th birthday of Professor Fei Xiaotong. Tokyo: Center for East Asian Cultural Studies and Toyo Bunko.
- Nakane, C., & Oishi, S. (Eds.). (1990). Tokugawa Japan: The social and economic antecedents of modern Japan. Tokyo: University of Tokyo Press.

Статьи
- Nakane, C. (1964). Logic and the smile: When Japanese meet Indians. Japan Quarterly, 11(4), 434—438.
- Nakane, C. (1965). Towards a theory of Japanese social structure: An unilateral society. The Economic Weekly, 17(5-7), 197—216.
- Nakane, C. (1972). Social background of Japanese in Southeast Asia. The Developing Economics, 10(2), 115—125.
- Nakane, C. (1974). Cultural anthropology in Japan. Annual Review of Anthropology, 3, 57-72.
- Nakane, C. (1975). A cross-cultural look at organizational behavior with particular attention to the difference between Japan and the United States. Linguistic Communications, 15, 95-106.